# هايلي تايلور
هايلي تايلور (بالإنجليزية: Hayley Taylor)‏ هي رسامة وملحنة ومغنية مؤلفة أمريكية، ولدت في 16 أكتوبر 1977 في برمنغهام في الولايات المتحدة.

## وصلات خارجية
- الموقع الرسمي
- هايلي تايلور على موقع IMDb (الإنجليزية)